# Antonio Bicchierai
Antonio Bicchierai, född 1688 i Rom, död 1766, var en italiensk barockmålare. Han utförde 1757 takfresken Den helige Laurentius förhärligande i kyrkan San Lorenzo in Panisperna på Viminalen i Rom. I Rom är han därutöver upphovsman till arbeten i kyrkorna Santa Maria degli Angeli, Santa Prassede, Santi Claudio e Andrea dei Borgognoni och San Bonaventura al Palatino.

### Webbkällor
- ”Antonio Bicchierai”. info.roma.it. http://www.info.roma.it/personaggi_dettaglio.asp?ID_personaggi=626. Läst 8 maj 2016.